# Seattle Seawolves
Seattle Seawolves es un equipo de rugby ubicado en Seattle, Washington, Estados Unidos, y que disputa la Major League Rugby.

## Historia
Fue un miembro fundador de la Major League Rugby. El equipo inició la temporada inaugural en 2018 y se adjudicó el primer campeonato al vencer a los Glendale Raptors por 23–19 en el Estadio Torero de San Diego, California.

### Estadio

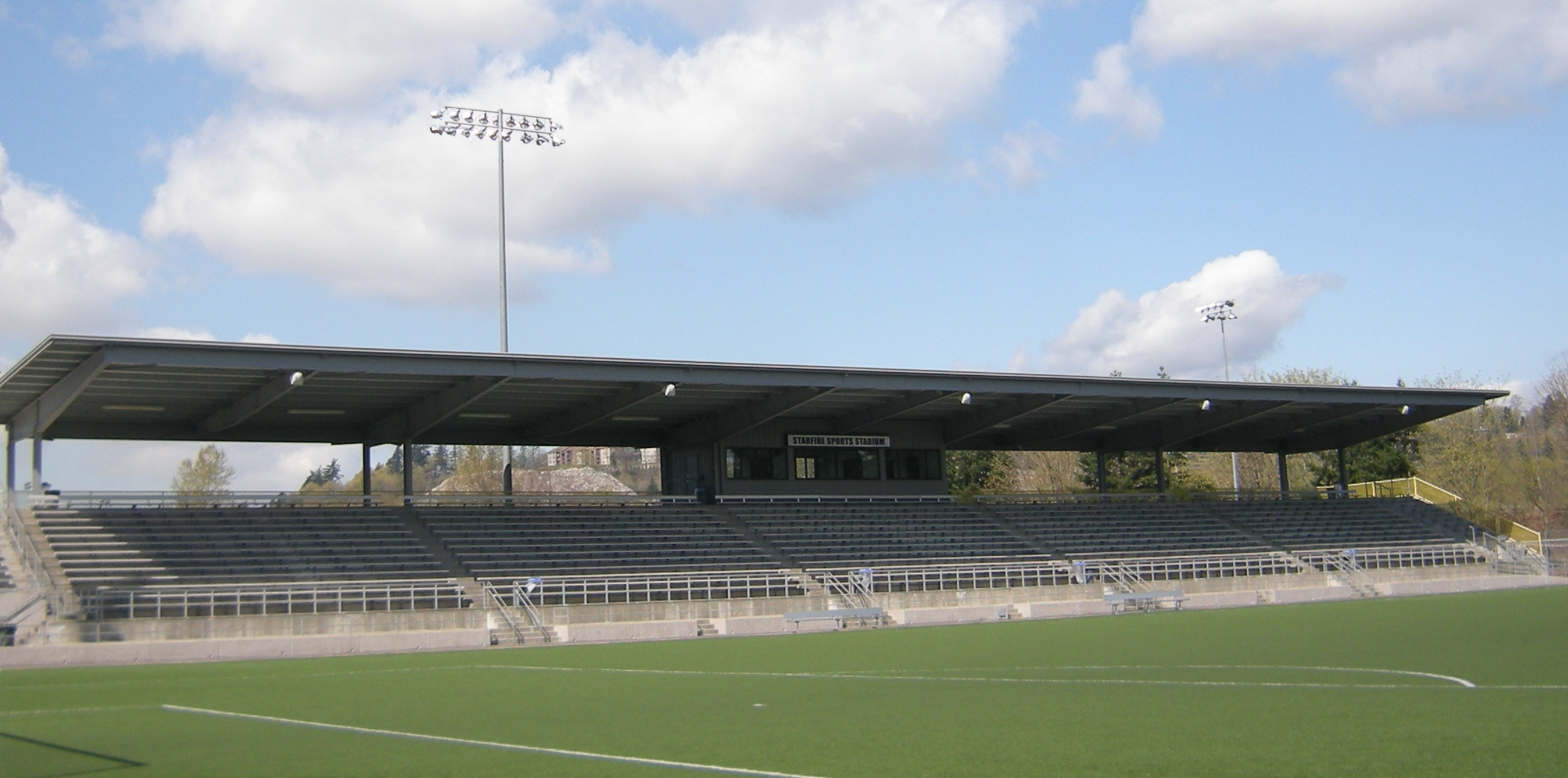
Estadio Starfire Sports.

Su sede es el Starfire Sports con capacidad para 3.800 espectadores sentados y un total de 4.500, que fue adquirido al club de fútbol Tacoma Defiance.
Es una instalación deportiva en Tukwila, a orillas del río Green y cerca de Seattle, que cuenta con gimnasio y campos de entrenamiento.

## Palmarés
- Campeón de la Major League Rugby: 2018, 2019

- Subcampeón de la Major League Rugby: 2022, 2024

- Ganador de la Conferencia Oeste MLR: 2022, 2024.